# Phyllanthus fractiflexus
Phyllanthus fractiflexus är en emblikaväxtart som beskrevs av Maurice Schmid. Phyllanthus fractiflexus ingår i släktet Phyllanthus och familjen emblikaväxter. Inga underarter finns listade i Catalogue of Life.